# Guelfes blancs et noirs
Ne doit pas être confondu avec Blancs et noirs aux échecs.
Pour les articles homonymes, voir Blanc (homonymie) et Noir (homonymie).
Les Guelfes blancs et les Guelfes noirs étaient les deux factions qui s'opposèrent vers la fin du XIIIe siècle, d'abord à Pistoia puis à Florence, devenant le parti dominant dans la ville après l'expulsion des Gibelins. Les deux factions se disputaient l'hégémonie politique, et donc économique, dans la ville. En ce qui concerne la situation en dehors de la ville, bien que toutes deux soutenaient le pape, elles étaient opposées politiquement, idéologiquement et économiquement.
Les Guelfes blancs, favorables à la seigneurie, étaient un groupe de familles ouvertes aux forces populaires, cherchant l'indépendance politique et prônant une plus grande autonomie vis-à-vis du pontife, refusant toute ingérence dans la gestion de la ville et dans les décisions de diverses natures.
Les Guelfes noirs, en revanche, représentaient surtout les intérêts des familles les plus riches de Florence, étant étroitement liés au pape pour des intérêts économiques et acceptant son contrôle total sur les affaires internes de Florence, encourageant également l'expansion de l'autorité pontificale dans toute la Toscane.
La rivalité entre les Guelfes blancs et les Guelfes noirs fut au centre de la vie sociale et politique à Florence, à Pistoia et dans d'autres villes de Toscane, entre la fin du XIIIe siècle et la première décennie du XIVe siècle. Des épisodes historiques liés aux conflits nés au sein du parti guelfe sont largement traités dans la Divine Comédie, qui fut justement écrite par Dante Alighieri au cours de ces années.

## Historique
À l'origine de cette division est une querelle de clans, celle qui oppose les Vieri dei Cerchi (blancs) aux Donati (noirs). Cette division est également sociale, les Cerchi étant le parti des riches bourgeois, proches du peuple, et les Donati étant le parti de la noblesse, proches de l'élite florentine. Ces derniers entendent s'opposer aux Ordonnances de justice émises par Giano della Bella.
En 1300, sur la Place de la Sainte-Trinité à Florence, éclate une bataille qui marquera un clivage définitif entre les deux partis. Les Guelfes noirs, très proches de Boniface VIII, vont prévaloir sur les blancs, incapables de se défendre convenablement, et Charles de Valois, venu de France en appui du pape, investira Florence sans rencontrer aucune résistance. Persécutés par les « noirs », les « blancs » se rapprochent des Gibelins, et ils finissent par se confondre avec eux. Dès janvier 1302, on commence à exiler les blancs (à Ravenne et à Forlì notamment), dont Dante Alighieri, ainsi que le père de Pétrarque (l'écrivain naquit pendant cet exil). C'est le comte de Gabrielli de Gubbio qui règne alors sur la ville. 